# 大众银行大厦
大众银行大厦（英語：Public Bank Tower） 位于柔佛州新山市的摩天大楼，是一栋办公大厦，建成时曾为柔佛州新山市最高的摩天大楼，其高度为117公尺，地标大厦于1998年被新山地标大厦以161公尺的高度超越。